# Ajmer (Distrikt)
Der Distrikt Ajmer (Hindi अजमेर जिला) ist ein Distrikt im westindischen Bundesstaat Rajasthan.
Die Fläche beträgt 8481 km². Verwaltungssitz ist die gleichnamige Stadt Ajmer.

## Bevölkerung
Die Einwohnerzahl liegt bei 2.584.913 (2011).